# Astragalus brazoensis
Astragalus brazoensis är en ärtväxtart som beskrevs av Samuel Botsford Buckley. Astragalus brazoensis ingår i släktet vedlar, och familjen ärtväxter. Inga underarter finns listade i Catalogue of Life.